# Sverdrup (cràter)
Sverdrup és un cràter d'impacte que es localitza a l'entorn d'un diàmetre del pol sud de la Lluna. Es troba a la cara oculta de la Lluna, en una zona de la superfície que només està il·luminada per la llum molt obliqua del Sol. Els cràters més propers a Sverdrup són De Gerlache a l'est, i Shackleton al pol sud.

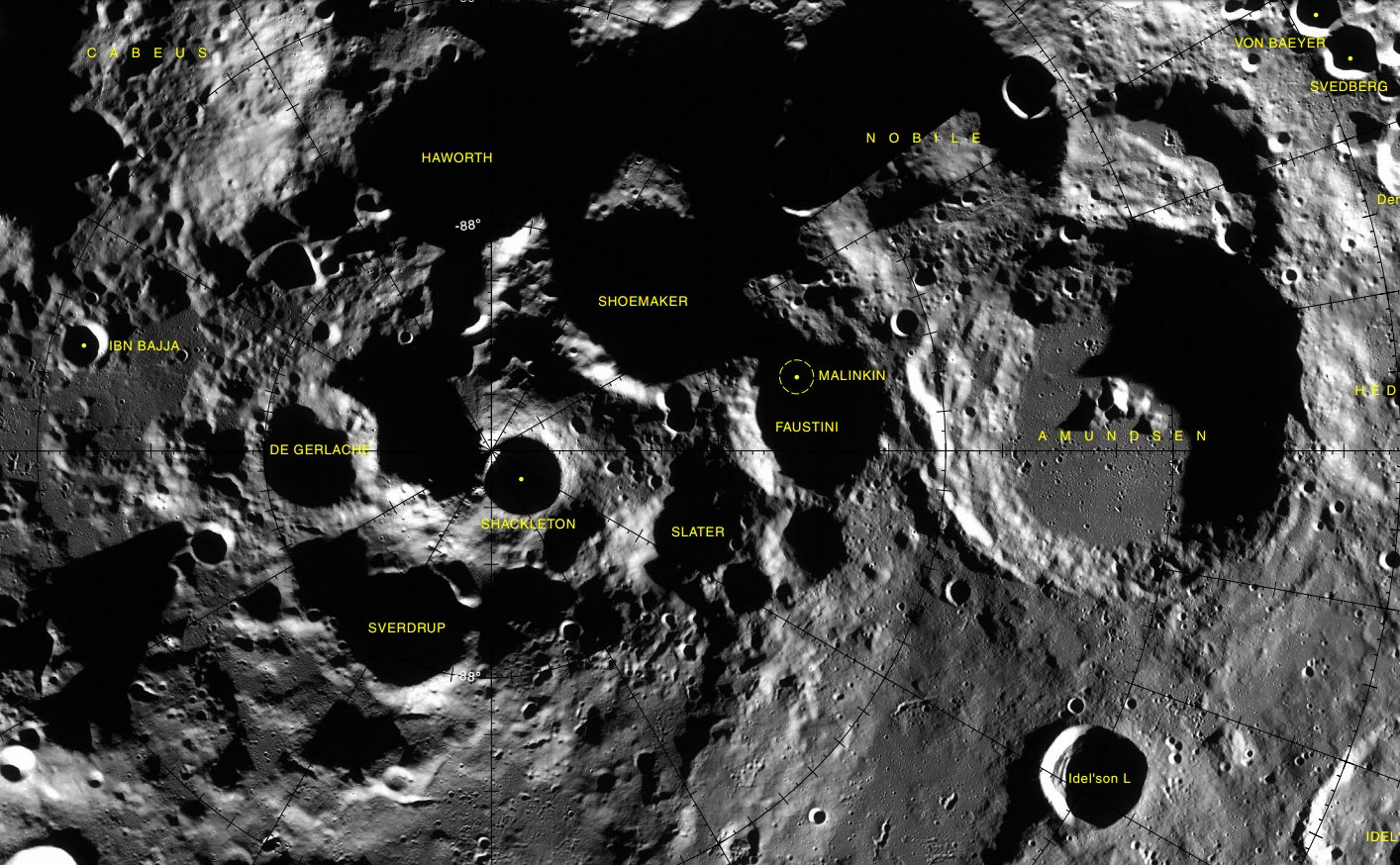
Localització de Sverdrup (inferior esquerra de la imatge)
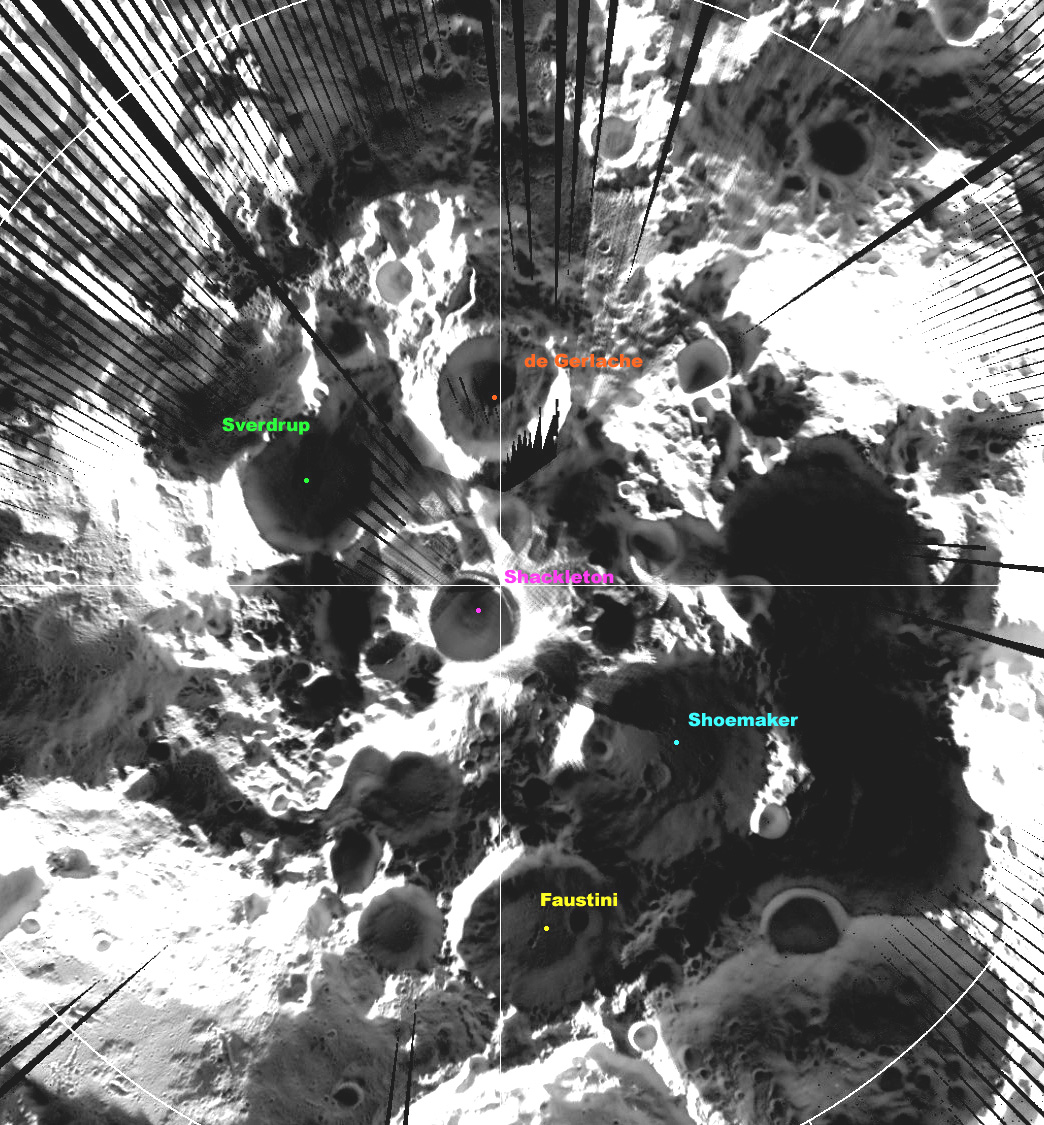
Cràter Sverdrup segons una imatge formada a partir de les dades de sistema Diviner

La part interior del cràter està embolicada en la foscor perpètua i, per tant, va haver de ser cartografiada amb el sistema de radar Diviner (Diviner Lunar Radiometer Experiment, DLRE). No obstant això, porcions de la seva vorasi estan il·luminades, i donen l'aparença d'una formació desgastada que ha estat envaïda per les formacions adjacents.